# 高木誠 (工学者)
高木 誠（たかぎ まこと、1939年10月24日 - 2011年3月17日）は、日本の化学工学者。九州大学名誉教授。元公立大学法人福岡女子大学理事長兼学長。元日本分析化学会会長。

## 人物・経歴
福岡県福岡市生まれ。1958年福岡県立修猷館高等学校を経て、1962年九州大学工学部合成化学科卒業。1967年九州大学講師。1968年九州大学大学院工学研究科修了、工学博士。同年九州大学助教授。1983年九州大学教授。1984年日本化学会無機分析部門賞受賞。1994年日本分析化学会賞受賞。2000年九州大学教育研究センター長、九州大学評議員。2001年日本分析化学会会長。2003年定年退職、九州大学名誉教授。2005年福岡女子大学学長。2006年公立大学法人福岡女子大学理事長兼学長。
2011年3月17日、心不全のため死去。

## 編著
- 『ベーシック分析化学』化学同人 2006年